# Tzintzuntzan
Tzintzuntzán és una ciutat del municipi de Tzintzuntzan situada al nord de l'estat de Michoacán, a 53 km de la capital Morelia i a 17,5 km de Pátzcuaro, situada a la riba nord-est del llac de Pátzcuaro. És coneguda sobretot com l’antiga capital de l'imperi purépetxa fins que va ser conquerida pels espanyols a la dècada de 1520. Avui, Tzintzuntzan és una petita ciutat amb dues atraccions importants, el jaciment arqueològic de Tzintzuntzan i l'antic complex monestir de San Francisco. El municipi conté un altre jaciment arqueològic important anomenat Ihuatzio. També destaca pels seus festivals, que inclouen el Festival del Senyor del Rescate, les celebracions del Dia dels Morts i un esdeveniment cultural relacionat amb el Cap d’Any.

## Etimologia del topònim
El nom Tzintzuntzan prové del purépetxa, que significa "lloc dels colibrís". Els purépetxa tenien un déu anomenat Tzintzuuquixu, que significa "colibrí del sud", que, com els mexica a Tenochtitlán, participava en la guia de la tribu cap a la zona del llac de Pátzcuaro. El municipi té un escut que inclou imatges dels reis tarascos Tzintzincha, Chiguacua i Chiguangua. També conté una secció que representa la conquesta espanyola de l'estat tarasco en forma de l'últim emperador Tangáxoan Tzíntzicha que s'inclinava davant la corona espanyola i creuava, demanant que es batejés.

## Història
Aquesta població va ser fundada per Tariácuri, primer monarca de l'imperi purépetxa, al voltant de 1325, als voltants del Llac de Pátzcuaro. Tzintzuntzan va ser seu del poderós Senyoriu Purépetxa (com l'anomenen actualment), que va resistir diversos intents de conquesta per part del Senyoriu asteca, i són els únics que van derrotar en variats enfrontaments als senyors mexiques, al punt de frenar la seva expansió, aconseguint arrabassar-li territori i establir la primera frontera definida i controlada de totes les nacions mesoamericanes. Es calcula que en la seva època de major apogeu, Tzintzuntzan va albergar una població de 40 mil habitants. Aquesta ciutat va ser seu de l'Estat Purépecha, des de la meitat del segle XV fins a la seva caiguda davant els conqueridors espanyols.
Després de la conquesta, Tzintzuntzan va ser el lloc de residència de l'alcalde major, el bisbe, el capítol espanyol i el governador indígena. Els franciscans van establir aquí el seu primer convent, i els ordinaris i colons espanyols van edificar aquí les seves cases. En 1534 Tzintzuntzan va rebre el títol de "ciutat de Michoacán", amb el que es reconeixia el seu caràcter de capital de la província. No obstant això, quan Vasco de Quiroga va prendre possessió com a primer bisbe en 1538, va traslladar la seva seu episcopal a Pátzcuaro, malgrat l'oposició de molts nobles indígenes i alguns veïns espanyols. El títol de ciutat també va ser apropiat per Pátzcuaro, quedant reduït Tzintzuntzan a la condició de poble. Arran de testimoniatges i peticions de nobles indígenes, la Corona va atorgar a Tzintzuntzan el títol de ciutat el 3 de novembre de 1593, amb el seu propi governador i capítol indi, dependent de l'alcalde major de Michoacán. Els seus subjectes principals eren Ihuatzio i Cocupao (actual Quiroga). No obstant això, va perdre a poc a poc la seva antiga esplendor, i la seva importància política, econòmica i demogràfica. Com a resultat de l'establiment del règim d'Intendències, en 1786, Tsintsuntzan va passar a ser part de la intendència de Michoacán, amb capital a Valladolid (actual Morelia). Depenia a nivell local del subdelegat establert en Pátzcuaro.
Després de la independència, el topònim va ser escrit Tzintzuntzan, i va passar en 1831 a ser tinença del municipi de Quiroga. En reconeixement de la seva antiga història, se li va atorgar el 27 d'abril de 1861 el títol de "Ciutat Primitiva", però no va ser sinó en 1931 quan es va constituir en municipi. Les seves principals tinences són Ihuatzio, Cucuchuchu i Los Corrales.
George M. Foster va fer un treball sociològic de camp en la dècada de 1940, publicat en 1967, que va tenir bastant influència en l'estudi d'altres societats rurals.

## Galeria d'imatges

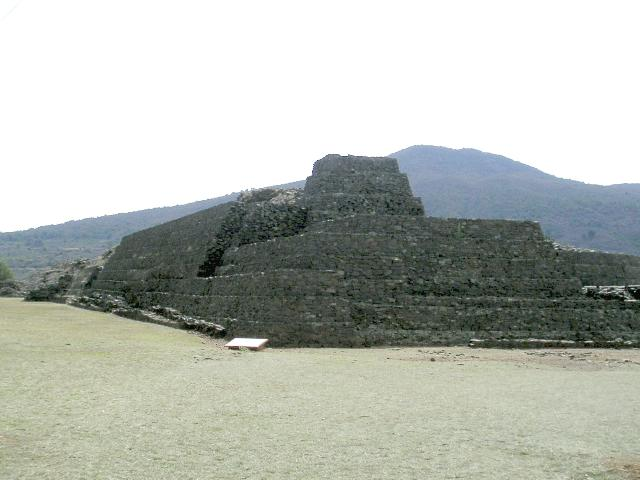
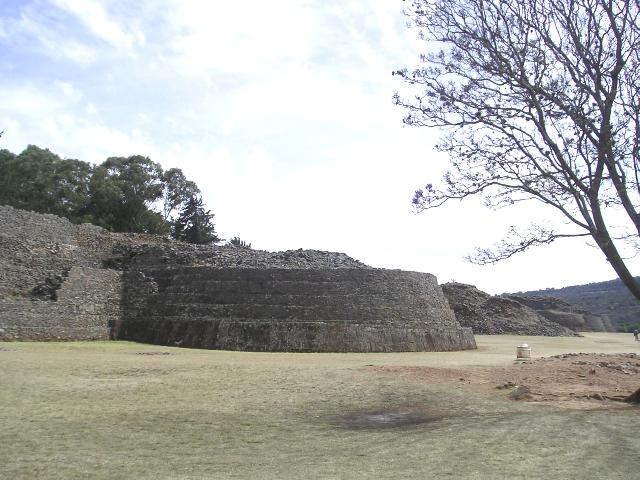
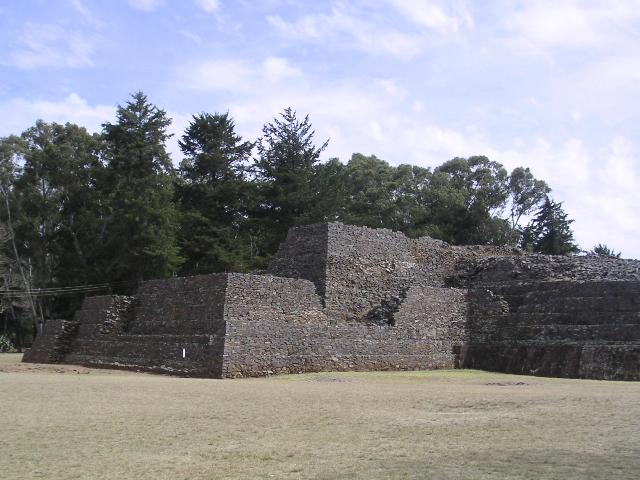
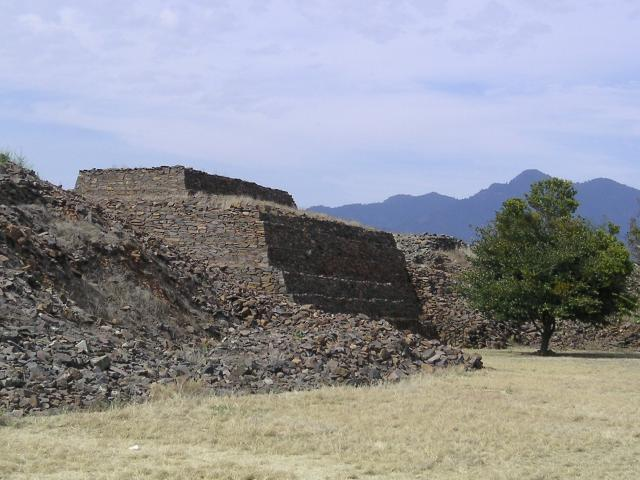